# Marco Cornaro (kardinál)
Marco Cornaro (1482 Benátky – 25. července 1524 Benátky) byl italský římskokatolický duchovní, patriarcha a kardinál. Zastával postupně značné množství církevních úřadů, některé z nich současně.

## Život

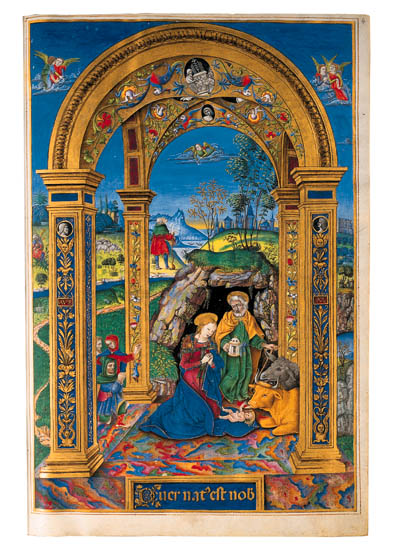
Nativitas Domini, iluminace z Cornarova misálu

Marco se narodil do rodiny Cornarů v Benátkách. Již ve velmi nízkém věku se stal apoštolským protonotářem. Papež Alexandr VI. jej kreoval kardinálem v roce 1500 (Marco nepřijal v době kardinálské kreace kněžské svěcení, a proto byl tzv. kardinálem laikem). Jeho kardinálský kostel (a titul) byl Santa Maria v Campitelli. Ve stejném roce byl jmenován opatem-komendátorem (přesněji opatem-laikem) opatství svatého Zena ve Veroně, opatství v Carraře a v Padově. Kanovníkem padovské kapituly se stal v roce 1501. V roce 1503 se stal administrátorem veronské diecéze, ale biskupské svěcení nepřijal. Okolo roku 1505 nechal vytvořil Cornarův misál, bohatě zdobený rukopis.
V roce 1503 se stal biskupem z Famagusty na Kypru, na tento úřad rezignoval o necelý půlrok později. Roku 1506 byl jmenován latinským patriarchou konstantinopolským, na tento úřad rezignoval po roce. Papež ho roku 1513 jmenoval kardinálem od Santa Maria in Via Lata.
Roku 1514 se stal biskupem v řecké diecézi Nemosia. Tento úřad vykonával do roku 1516. V březnu 1517 byl jmenován biskupem padovským. Úřad si ponechal a v roce 1519 byl jmenován administrátorem biskupství v Nardo. V září 1520 byl Marco ustanoven arciknězem ve svatopetrské bazilice ve Vatikánu.

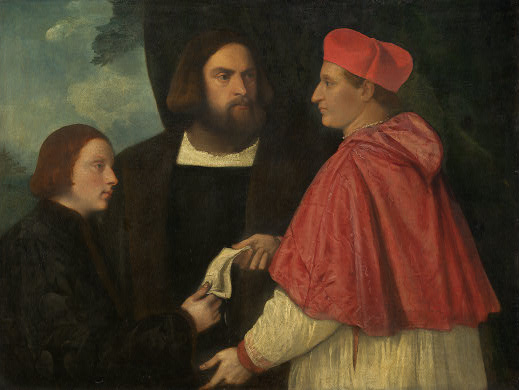
Kardinál Cornaro (vpravo) předává beneficium mladému opatu laikovi Marcovi, uprostřed stojí Girolamo Cornaro

V roce 1521 byl opět ustanoven latinským patriarchou konstantinopolským. Dne 14. prosince 1523 mu byl změněn titul na kardinál-kněz s titulární bazilikou San Marco. Na kněze byl vysvěcen 1. dubna 1524. V květnu 1524 mu byl opět změněn kardinálský titul na kardinál-biskup suburbikální diecéze Albano a o měsíc později se stal kardinálem-biskupem palestrinské suburbikální diecéze. Patriarcha Marco kardinál Cornaro zemřel v červenci 1524. V letech 1500 - 1789 se celkem devět členů rodu Cornaro stalo kardinály, a více než 150 let kontinuálně působili na vysokých církevních postech.